# Жемчужинська сільська рада
Жемчу́жинська сільська́ ра́да — адміністративно-територіальна одиниця та орган місцевого самоврядування в Нижньогірському районі Автономної Республіки Крим. Адміністративний центр — село Жемчужина.

## Загальні відомості
- Населення ради: 2 315 осіб (станом на 2001 рік)

## Населені пункти
Сільській раді були підпорядковані населені пункти:
- с. Жемчужина
- с. Піни
- с. Прирічне

## Склад ради
Рада складалася з 16 депутатів та голови.
- Голова ради: Судима Ірина Анатоліївна
- Секретар ради: Кривонос Олена Миколаївна

### Керівний склад попередніх скликань
| Прізвище, ім'я, по батькові | Основні відомості                                                                                          | Дата обрання | Дата звільнення |
| --------------------------- | --- | ------------ | --------------- |
| Судима Ірина Анатоліївна    | Сільський голова, 1966 року народження, освіта вища, член Соціал-демократичної партії України (об'єднаної) | 26.03.2006   | 31.10.2010      |
| Судима Ірина Анатоліївна    | Сільський голова, 1966 року народження, освіта вища, член Партії регіонів                                  | 31.10.2010   |                 |

Примітка: таблиця складена за даними сайту Верховної Ради України

### Депутати
За результатами місцевих виборів 2010 року депутатами ради стали:

#### За суб'єктами висування
| Суб'єкт висування | Кількість обраних депутатів | %    |
| ----------------- | --------------------------- | ---- |
| Самовисування     | 15                          | 93,8 |
| Партія регіонів   | 1                           | 6,3  |

#### За округами
| № округу        | Прізвище, ім'я, по батькові      | Дата визнання обраним | Освіта             | Партійна приналежність                | Відомості про обраного депутата                                           |
| --------------- | -------------------------------- | --------------------- | ------------------ | ------------------------------------- | ------------------------------------------------------------------------- |
| Партія регіонів |                                  |                       |                    |                                       |                                                                           |
| 11              | Мігалко Володимир Дмитрович      | 01.11.2010            | середня спеціальна | член Партії регіонів                  | тимчасово не працює                                                       |
| Самовисування   |                                  |                       |                    |                                       |                                                                           |
| 1               | Маторна Наталія Сергіївна        | 01.11.2010            | середня спеціальна | позапартійна                          | Нижньогірський територіальний центр, соціальний робітник                  |
| 2               | Гридньова Олена Миколаївна       | 01.11.2010            | середня спеціальна | позапартійна                          | Жемчужинська сільська рада, касир                                         |
| 3               | Лобанов Микола Георгійович       | 01.11.2010            | вища               | член Партії регіонів                  | ПАТ «Побєда», водій                                                       |
| 4               | Шесталюк Володимир Петрович      | 01.11.2010            | вища               | член Політичної партії «Наша Україна» | Жемчужинська загальноосвітня школа, завгосп                               |
| 5               | Большунова Оксана Юріївна        | 01.11.2010            | вища               | позапартійна                          | тимчасово не працює                                                       |
| 6               | Кривонос Олена Миколаївна        | 01.11.2010            | вища               | позапартійна                          | Жемчужинська сільська рада, секретар                                      |
| 7               | Березанська Тетяна Володимирівна | 01.11.2010            | вища               | член Партії регіонів                  | Жемчужинська загальноосвітня школа, заступник директора з виховної роботи |
| 8               | Потапов Вячеслав Миколайович     | 01.11.2010            | середня            | член Партії регіонів                  | ПАТ «Побєда», тракторист                                                  |
| 9               | Лобанов Сергій Георгійович       | 01.11.2010            | середня            | член Партії регіонів                  | ПАТ «Побєда», бригадир тракторної бригади                                 |
| 10              | Пшеничнікова Наталія Анатоліївна | 01.11.2010            | вища               | позапартійна                          | КП «Жемчужинський сількомунгосп», головний бухгалтер                      |
| 12              | Скороход Надія Анатоліївна       | 01.11.2010            | вища               | позапартійна                          | магазин, продавець                                                        |
| 13              | Діденко Наталія Валеріївна       | 01.11.2010            | вища               | позапартійна                          | пошта, листоноша                                                          |
| 14              | Хотєєва Ольга Григорівна         | 01.11.2010            | середня спеціальна | позапартійна                          | ПАТ «Побєда»                                                              |
| 15              | Хамата Мустафа                   | 01.11.2010            | вища               | позапартійний                         | ПАТ «Побєда», бригадир тракторної бригади                                 |
| 16              | Вороніна Марія Анатоліївна       | 01.11.2010            | середня спеціальна | позапартійна                          | ПАТ «Побєда», бригадир бригади                                            |